# 射弾観測
射弾観測（しゃだんかんそく）は、火砲から発射された砲弾が落着、あるいは曳火破裂した位置が目標に対してどのような位置関係にあったか、また、その効力を観測することである。弾着観測とも。
射弾観測は射撃の基礎であり、その正否は射撃の効力に影響をおよぼす。特に間接射撃や長距離射撃を行う場合の砲兵において重要かつ特別の考慮が必要となる。対空射撃においても同様である。そこで、砲兵射撃や対空射撃の場合、特別の装備を有し特別の訓練を受けた担当要員ないし担当部隊を設けて行うことになっている。
主な観測対象要素は、方向・遠近および破裂高度である。
戦車・飛行機などの高速で移動する目標に対する射弾の観測は困難で、特に、航空目標のような地上物との対照が無い目標に対する射弾はしばしば観測不能である。そのため、昼間は曳煙弾を使用し、夜間は曳光弾を発射し、照明弾の発射によって目標の認識を明瞭にするなどの方法がとられる。
観測結果の迅速なフィードバックのため、通信設備も重要である。古くは回光通信機が使用された。

## 観測方法
観測の方法によって、地上観測と空中観測に分けられる。

### 地上観測
大日本帝国陸軍の場合、砲弾の地上観測は観測小隊および観測班が行い、砲兵情報班の協力を求めることがある。
観測のためには観測所を設けて、双眼鏡・6m観測鏡・砲隊鏡および地上標定機その他の観測具を使用して、できる限り正確な観測を行う。2箇所以上の観測所から同時に観測を行い、交会法（三角測量）によって求めれば射弾の位置をさらに精密に測定できる。
観測所は敵の「眼」および敵弾から遮蔽し、できるだけ高所であることが有利であるとされる。それゆえ、砲列線から遠隔して行う場合が多い。観測梯で高度を稼ぐこともある。
第二次世界大戦頃からは、最前線まで前進して地上観測を行うための装甲車または戦車を改造した砲兵観測車を配備した国もある。大日本帝国陸軍は主に戦車師団の機動砲兵連隊用に、一〇〇式観測挺進車などを開発、ドイツ陸軍は砲兵用観測戦車（III号戦車）他、様々な観測車両を装備している。

### 空中観測
空中観測は、過去には軍用気球あるいは航空機を使用していた。地上観測と比較すると高所から遠距離を観測でき、はるかに有利である。専用の航空機として観測機があったが、現代ではドローンで行うのが主流となっている。